# Jacques Pérard
Jacques de Pérard, född 1712 i Paris, Frankrike, död 1766, var en fransk hugenottpastor.
Jacques de Pérard levde en stor del av sitt liv med en grupp hugenotter i exil i Preussen där han var pastor vid den franska reformerta församlingen i Stettin och var hovpredikant hos kungen av Preussen. Han var medarbetare vid utgivningen av det tyska litteraturhistorieverket Nouvelle bibliothèque germanique, som publicerades i 26 volymer 1746-1760. Han invaldes 1747 som utländsk ledamot av svenska Vetenskapsakademien och var även korresponderande ledamot av Académie des belles-lettres, sciences et arts de La Rochelle.